# Nepetín
Nepetin es una flavona O-metilado que se puede encontrar en Eupatorium ballotaefolium.

## Glucósido
Nepitrin es el 7-glucósido de nepetin.